# Romolo Ferrario
Romolo Ferrario (Milano, 12 gennaio 1893 – Milano, 3 marzo 1973) è stato un calciatore italiano, di ruolo attaccante.

## Carriera
Giocò la quasi totalità della sua carriera con la maglia del Milan, disputando 71 partite ufficiali e realizzando 42 reti in nove stagioni. Giocatore generoso e gran combattente. Di gran rendimento per la squadra, anche grazie a un innato fiuto del gol. Col Milan vinse tre tornei bellici: la Coppa Federale nel 1915-16, la Coppa Regionale Lombarda nel 1916-17 e la Coppa Mauro nel 1917-18 (pur non giocando alcuna partita ufficiale).

## Statistiche

### Presenze e reti nei club
| Stagione        | Squadra         | Campionato      | Campionato | Campionato | Coppe nazionali | Coppe nazionali | Coppe nazionali | Coppe continentali | Coppe continentali | Coppe continentali | Altre coppe | Altre coppe | Altre coppe | Totale | Totale |
| Stagione        | Squadra         | Comp            | Pres       | Reti       | Comp            | Pres            | Reti            | Comp               | Pres               | Reti               | Comp        | Pres        | Reti        | Pres   | Reti   |
| --------------- | --------------- | --------------- | ---------- | ---------- | --------------- | --------------- | --------------- | ------------------ | ------------------ | ------------------ | ----------- | ----------- | ----------- | ------ | ------ |
| 1911-1912       | Milan           | PC              | 1          | 0          | -               | -               | -               | -                  | -                  | -                  | -           | -           | -           | 1      | 0      |
| 1912-1913       | Milan           | PC              | 15         | 10         | -               | -               | -               | -                  | -                  | -                  | -           | -           | -           | 15     | 10     |
| 1913-1914       | Milan           | PC              | 9          | 4          | -               | -               | -               | -                  | -                  | -                  | -           | -           | -           | 9      | 4      |
| 1914-1915       | Milan           | PC              | 17         | 11         | -               | -               | -               | -                  | -                  | -                  | -           | -           | -           | 17     | 11     |
| 1915-1916       | Milan           | -               | -          | -          | -               | -               | -               | -                  | -                  | -                  | CF          | 8           | 3           | 8      | 3      |
| 1916-1917       | Milan           | -               | -          | -          | -               | -               | -               | -                  | -                  | -                  | CRL         | 2           | 2           | 2      | 2      |
| 1917-1918       | Milan           | -               | -          | -          | -               | -               | -               | -                  | -                  | -                  | CM          | 0           | 0           | 0      | 0      |
| 1918-1919       | Milan           | -               | -          | -          | -               | -               | -               | -                  | -                  | -                  | CM          | 7           | 4           | 7      | 4      |
| 1919-1920       | Milan           | PC              | 10         | 8          | -               | -               | -               | -                  | -                  | -                  | -           | -           | -           | 10     | 8      |
| 1920-1921       | Milan           | PC              | 2          | 0          | -               | -               | -               | -                  | -                  | -                  | -           | -           | -           | 2      | 0      |
| Totale Milan    | Totale Milan    | Totale Milan    | 54         | 33         |                 | -               | -               |                    | -                  | -                  |             | 17          | 9           | 71     | 42     |
| Totale carriera | Totale carriera | Totale carriera | ?          | ?          |                 | ?               | ?               |                    | ?                  | ?                  |             | ?           | ?           | ?      | ?      |

## Palmarès

### Giocatore

#### Club
- Coppa Federale: 1

Milan: 1915-1916